# Belejringen af Kalundborg
Belejringen af Kalundborg eller belejringen af Kalundborg Slot, var en belejring foretaget af Valdemar Atterdag mod det norsk-pantsatte Kalundborg Slot i 1341 under Kalundborgkrigen, som har fået navn efter belejringen. Danskerne blev tvunget til at trække sig tilbage efter et overraskelsesangreb på den danske lejr af Henrik 2. af Holsten.

## Baggrund
I 1340 blev Valdemar Atterdag konge over et splittet og skrøbeligt Danmark. Landet havde tidligere været under fremmed styre af den tyske greve Gerhard 3. af Holsten, og Valdemar satte sig for at genforene riget.
Valdemar anså Sjælland for at være den vigtigste del af Danmark, og i 1341 fik han kontrol over København, som han kunne bruge som base for yderligere operationer på Sjælland.
På Sjælland var slottene Søborg og Kalundborg Slot pantsat til Ingeborg af Norge, og disse blev Valdemars første mål. Valdemar og hans mænd marcherede mod Kalundborg og havde allerede påbegyndt belejringen i midten af juli 1341.

## Belejring
Under belejringen af Kalundborg lykkedes det Valdemar at opnå støtte fra fem vendiske–hanseatiske byer. I sin lejr indgik han en alliance med de vendiske byer den 15. juli, hvor han fornåede deres fribreve som modydelse for at hjælpe Valdemar med krigsskibe under belejringen. Derudover modtog Valdemar støtte fra Johan af Holsten og biskop Peder Jensen Galen fra Lunds stift, som begge lovede at sende skibe til Valdemars disposition.
Uden krigserklæring dukkede Henrik 2. af Holsten imidlertid op ved Kalundborg med mange krigsskibe og gik til angreb på Valdemars flåde, som enten deserterede eller blev indesluttet. Da dette skete, gjorde garnisonen i slottet udfald, og Valdemar blev efterfølgende tvunget til at opgive belejringen.

## Efterspil
Den 1. september blev der indgået en aftale mellem de to parter, hvori fire mænd fra hver side skulle mødes i Roskilde på Mikkelsdag for at bilægge striden mellem Ingeborg og Valdemar. Resultatet af disse forhandlinger er dog ukendt.